# Ti amo come un pazzo
Ti amo come un pazzo es el álbum de estudio de la cantante italiana Mina, publicado el 21 de abril de 2023 por la compañía PDU.

## Lista de canciones
| N.º   | Título                                 | Escritor(es)                                            | Duración |  |
| 1.    | «Buttare l'amore»                      | Matteo Mancini Gianni Bindi                             | 4:18     |  |
| 2.    | «Come la luna»                         | Leonardo Filippo Garilli Luca Rustici                   | 3:23     |  |
| 3.    | «Don Salvato'»                         | Vincenzo Avitabile                                      | 3:30     |  |
| 4.    | «Fino a domani»                        | Federico Spagnoli                                       | 4:40     |  |
| 5.    | «Zum pa pa»                            | Alessandro Baldinotti Paolo Hollesch Riccardo Del Turco | 4:10     |  |
| 6.    | «Tutto quello che un uomo»             | Roberto Kunstler Sergio Cammariere                      | 4:26     |  |
| 7.    | «L'orto»                               | Mattia Lezi Matteo Santarelli                           | 4:28     |  |
| 8.    | «Lascia»                               | Antonio Maio                                            | 4:47     |  |
| 9.    | «Non ho più bisogno di te»             | Viola Serafini Franco Serafini                          | 4:05     |  |
| 10.   | «Un briciolo di allegria» (con Blanco) | Riccardo Fabbriconi Michele Zocca                       | 4:06     |  |
| 11.   | «La gabbia»                            | Maurizio Morante                                        | 4:11     |  |
| 12.   | «Povero amore»                         | Fabrizio Berlincioni Michele Culotta                    | 5:30     |  |
| 51:21 |                                        |                                                         |          |  |

## Posicionamiento
| Listas (2023) | Mejor posición |
| ------------- | -------------- |
| Italia (FIMI) | 4              |